# Láčkovci
Láčkovci (Radiata) či dvojlistí (Diblastica/Diploblastica) je parafyletické seskupení bazálních živočichů, do něhož se řadí žahavci (včetně dříve oddělovaných rybomorek a kaviárovek) a žebernatky a případně houbovci, vločkovci a sporné salinely, prokáže-li se jejich existence a nebudou-li zařazeny mezi Bilateria. Název byl odvozen od trávicí dutiny – láčky.

## Starší systematika
Láčkovci/dvojlistí (Radiata/Diblastica) jsou podle staršího dělení skupina primitivních mnohobuněčných živočichů, kterým se zakládají pouze dva zárodečné lupeny – ektoderm a entoderm. Dříve byla považována za sesterskou skupinu dvoustranně souměrných/trojlistých (Bilateria/Triblastica), dnes se již moc nepoužívá, neboť bylo zjištěno, že jde o parafyletický taxon a všechny skupiny dříve sem řazené (houbovci, vločkovci, žahavci a žebernatky) představují samostatné vývojové větve (resp. Bilateria jsou vnitřní skupinou láčkovců).
Dříve byla za zástupce dvojlistých (resp. za jednu za skupin živočichů odštěpenou před vznikem Bilateria) považován také kmen morulovci (Mesozoa), jehož zástupci jsou nově řazeni mezi dvoustranně souměrné. Kmen je navíc sám o sobě polyfyletický (viz článek Morulovci).

## Biologie
- tvar těla: válečkovitý, pohárkovitý
- primitivní svalovou soustavu
- mezoglea
- smyslové orgány
- rozptýlenou nervovou soustavu
- tělo dvojvrstevné
- společný otvor pro přijímání a vyvrhování potravy
- trávicí soustava – láčka – je slepá
- generace: přisedlá (polypi) a pohyblivá (medúzy)

Metageneze – střídání pohyblivé a nepohyblivé generace
Ekologie – žije solitérně nebo v koloniích ve vodním prostředí, zejména v mořích, méně se pak vyskytuje ve vodách sladkovodních. Způsob života je nektoní, planktonický a bentický.